# 清川新吾
清川 新吾（きよかわ しんご、1938年8月30日 - 2012年7月25日）は日本の俳優。本名は峰 新吾。
東京都渋谷区幡ヶ谷出身。法政大学卒業。
松竹出身。エヌ・エー・シー、細谷事務所に所属していた。
父は元東宝プロデューサーの清川峰輔。妻は女優の千曲里子。元妻は女優の泉京子。

## 略歴
- 1954年 法政大学第一高等学校在学中に松竹に入社[2]。1960年フリーとなる[2]。

## 人物
- 水戸黄門では主に大名役を演じた。

## 出演作品

### 映画
- 新婚白書（1955年、松竹） - 松岡精一郎
- お嬢さんの求婚（1955年、松竹） - 厚
- かりそめの唇（1955年、松竹） - 清
- あこがれ（1955年、松竹） - 榎本光二
- 若き潮（1955年、松竹） - 梶大介
- 角帽三羽烏（1956年、松竹） - 健吉
- 十九の春（1956年、松竹） - 宗方春太
- 茶の間の時計 愛情の波紋（1956年、松竹） - 山の辺良一
- 俺は死なない（1956年、松竹） - バイトの健チャン
- 君は花の如く（1956年、松竹） - 近藤
- スタジオ超特急（1956年、松竹）
- 女優誕生（1956年、松竹）
- いとしい恋人たち（1957年、松竹） - 加治千太
- 雲の墓標より 空ゆかば（1957年、松竹） - 上総
- 婦警日誌より 婦人科医の告白（1957年、松竹） - 吉田
- 逃げだした縁談（1957年、松竹） - 瀬戸口明夫
- ここは静かなり（1957年、松竹） - 五本松武富
- がっちり若旦那（1958年、松竹） - 轟屋英二
- としごろ（1958年、松竹） - 精二
- 恐怖の対決（1958年、松竹） - 川崎文雄
- 明日をつくる少女（1958年、松竹） - 透
- デン助の小学一年生（1958年、松竹） - 三輪新太郎
- 月見草（1959年、松竹） - 高木修一
- ふるさとの風（1959年、松竹） - 吉村
- 大願成就（1959年、松竹） - 桜井
- 恋人（1960年、松竹） - 佐藤隆
- 俺たちに太陽はない（1960年、松竹） - 丸山の仲間
- 渦（1961年、松竹） - 吉松昭彦
- 痛快太郎（1961年、松竹） - 河野
- 抱いて頂戴（1961年、松竹） - 石川十助
- 恋とのれん（1961年、松竹） - 菅沼作治
- 大吉ぼんのう鏡（1962年、大宝） - 勇
- 男の嵐（1963年、日米映画） - 梅吉
- 続・柔旋風 四天王誕生（1965年、日本電波映画） - 曽根正雄
- わが愛星を祈りて（1966年、大映） - 佐伯友夫
- お吟さま（1978年、宝塚映画） - 浅野長政
- 炎のごとく（1981年、東宝） - 島田左近

### テレビドラマ
- 松本清張シリーズ・黒の組曲 「証言」（1962年、NHK）
- 隠密剣士 第11話「必殺十文字流」（1962年、TBS / 宣弘社）-日向藤之助
- 大河ドラマ （NHK）
  - 赤穂浪士（1964年） - 萱野三平
  - 源義経（1966年） - 畠山次郎重忠
  - 竜馬がゆく（1968年） - 新井竹次郎
  - 草燃える（1979年） - 内藤知親
- 燃ゆる白虎隊（1965年、TBS / 国際放映） - 篠田勇三
- 松本清張シリーズ 「左の腕」（1966年、KTV）
- ローンウルフ　一匹狼 第9話「美しき失踪者」（1967年、日本テレビ / 東映）
- キイハンター 第4話「顔のない男」（1968年、TBS / 東映）
- 怪奇大作戦 第11話「ジャガーの眼は赤い」（1968年、TBS / 円谷プロ） - 青木
- 三匹の侍 第6シリーズ 第15話「吹き溜り」（1969年、CX） - 常一
- 特別機動捜査隊 （NET / 東映）
  - 第203話「白い愛の橋」（1965年）
  - 第259話「その結婚に異議あり」（1966年） - 今井
  - 第341話「夕映えの中に」（1968年）
  - 第387話「神への道」（1969年）
  - 第395話「薔薇と悪魔」（1969年） - 舟橋
  - 第429話「愛の日記」（1970年）
  - 第450話「続・全員救出せよ」（1970年） - 青木
  - 第493話「牛乳と洋傘と殺人鬼」（1971年）
  - 第544話「絶体絶命」（1972年）
  - 第573話「老刑事とその娘」（1972年） - 佐田
  - 第615話「下町の灯」（1973年） - 中村※ノンクレジット
  - 第662話「光と影の女」（1974年） - 三浦
  - 第718話「呪われた人々」（1975年） - 堀池哲也
  - 第771話「新宿海峡」（1976年） - 久保俊一
  - 第780話「ある女のみち」（1976年） - 園田
- 江戸川乱歩シリーズ 明智小五郎 第1話「殺しの招待状」（1970年、12ch / 東映）
- 鬼平犯科帳 第41話「白浪看板」(1970年、NET / 東宝） - 名草の綱六
- 遠山の金さん捕物帳（NET / 東映）
  - 第21話「女で出世する男」（1970年） - 中山蘭台
  - 第43話「駆け落ちした女」（1971年） - 清吉
  - 第107話「かんざしに泣いた女」（1972年） - 京三
- 水戸黄門（TBS / C.A.L）
  - 第2部 第33話「お犬さま罷り通る -江戸-」（1971年5月10日） - 徳川綱吉
  - 第3部 第28話「暗雲晴れて -薩摩・江戸-」（1972年6月5日） - 徳川綱吉
  - 第5部 第1話「水戸黄門 -水戸-」（1974年4月1日） - 徳川綱吉
  - 第13部 第26話「六十余州は日本晴れ -鹿児島・水戸-」（1983年4月11日） - 島津綱貴
  - 第15部 第33話「わしは天下の占い師 -小諸-」（1985年9月9日） - 石川乗政
  - 第18部 第17話「暗雲払う破邪の剣 -平戸-」（1989年1月9日） - 松浦棟
  - 第20部 第7話「怨みを買った女医師 -桑名-」（1990年12月17日） - 松平定重
  - 第21部 第20話「悲願を秘めた鬼代官 -福知山-」（1992年8月17日） - 朽木稙昌
  - 第22部 第12話「密命帯びた娘巡礼 -徳島-」（1993年8月2日） - 蜂須賀綱矩
  - かげろう忍法帖 第2話「鬼蜘蛛の恐怖 -上田-」（1995年5月29日） - 仙石政明
- プレイガールシリーズ （12ch / 東映）
  - プレイガール 第115話「朝ぼらけの情事」（1971年） - 浩
  - プレイガールQ
    - 第30話「白い乳房に蒼い毒針」（1975年) - 柳春生
    - 第54話「男の弱みに強い女」（1975年） - 吉川実
- 人形佐七捕物帳 第12話「鶴の千番」（1971年、NET / 東宝） - 蓑吉
- 軍兵衛目安箱 第13話「燃える華」（1971年、NET / 東映） - 才助
- 火曜日の女シリーズ（NTV）
  - 喪服の訪問者（1971年、国際放映）
  - ある朝、突然に…（1972年）
- 大江戸捜査網（12ch / 三船プロ）
  - 第53話「花のお江戸の喧嘩鳶」（1972年3月25日） -　遠州屋
  - 第86話「いのち捧げます」（1972年） - 桐山幸庵
  - 第128話「裏切りの報酬」（1974年） - 夜鼠の新八
  - 第169話「血ぬられた黄金の罠」（1974年） - 伏見屋幸太郎
  - 第216話「音次郎心中未遂」（1975年） - 越中屋
  - 第284話「殺し屋雨に散る」（1977年） - 矢吹謙之介／浪人・柴田（二役）
  - 第486話「大奥の怪 美女殺人事件」（1981年） - 弥八
  - 第576話「悪徳おんな市場 不倫の罠」（1982年） - 源七
  - 第596話「夫婦崩壊! 女が酒に溺れる時」（1983年） - お役者松
- 紫頭巾事件帖 最終話「さらば江戸よ」（1972年、12ch / 松竹） - 仙造
- ワイルド7 第9話「マシーンガン・ロック」（1972年、NTV / 国際放映） - 秋本浩
- 白獅子仮面 （1973年、NTV / 大和企画） - 大岡越前
- 若さま侍捕物手帖 第15話「あの世からの落し物」（1973年、KTV ） - 源次郎
- ダイヤモンド・アイ 第18話「オニカブトンの大脱走」（1974年、NET / 東宝） - 大川英一
- ぶらり信兵衛 道場破り 第23話「意地豆腐」（1974年、CX / 東映） - 中村喜久寿
- アイフル大作戦 第56話「卒業式・サヨナラ涼子という女」（1974年、TBS / 東映）
- 傷だらけの天使 第12話「非情の街に狼の歌を」（1974年、NTV / 東宝） - 松村幸一
- 破れ傘刀舟 悪人狩り 第40話「仕掛けられた罠」（1975年、NET / 三船プロ） - 佐太郎
- 伝七捕物帳 （NTV / ユニオン映画）
  - 第64話「祭り太鼓に血がおどる」（1974年） - 房次郎
  - 第82話「恋のいろはを教えます」（1975年） - 市次郎
  - 第112話「執念の投げ十手」（1976年）- お役者権佐
  - 第144話「男一匹度胸が御座る」（1977年）- 卯造
  - 第151話「売られた恩の落し穴」（1977年） - 伊三郎
- お耳役秘帳 第22話「一か八かの挑戦」（1976年、KTV / 歌舞伎座テレビ） - 足立又右衛門
- 太陽にほえろ! 第240話「木枯しの中で」（1977年、NTV / 東宝） - 林田武夫
- 遠山の金さん 杉良太郎版（NET/東映）第1シリーズ
  - 第85話「夕闇に消された女」（1977年）-両替商伊勢屋番頭 半蔵
- 銭形平次 第577話「女親分と五人の子供」（1977年、CX / 東映）
- 破れ奉行 第15話「深夜の水門大爆破」（1977年、ANB / 中村プロ） - 弥造
- 必殺からくり人・富嶽百景殺し旅 第11話「甲州三坂の水面」（1978年、ABC / 松竹） - 己代松
- 達磨大助事件帳 第16話「あに・いもうと」（1978年、ANB / 前進座 / 国際放映） - 猪助
- 特捜最前線 第152話「手配101・凧を上げる女!」（1980年、ANB / 東映）
- ザ・ハングマンシリーズ（ABC / 松竹芸能）
  - ザ・ハングマン 第37話「悪のカゲに浮気妻あり」（1981年） - 黒沼副社長（日東総合）
  - ザ・ハングマン4 第19話「未亡人の毒針が替え玉相続人を刺す!」（1985年） - 森下有吾（津山産業顧問弁護士）
  - ザ・ハングマンV 第3話「家庭教師の不倫がフォーカスされる!!」（1986年） - 松尾定之（学徳会事務長）
- 新五捕物帳 第176話「お文恋唄」（1982年、NTV / ユニオン映画）- 竹二郎
- 遠山の金さん 第1シリーズ 第50話「魔性の女! ギヤマンおゆき」（1983年、ANB / 東映）
- 土曜ワイド劇場 名探偵金田一耕助(2) 仮面舞踏会（1986年、ANB） - 津村真二
- 大岡越前 第12部 第7話「妖女が嗤う世継ぎの謎」（1991年11月25日、TBS / C.A.L） - 松平清武
- 江戸を斬るVIII（1994年、TBS / C.A.L）
  - 第9話「桜吹雪の大芝居」 - 松平出羽守
  - 第25話「復讐剣が闇を裂く」 - 王呂海
- 同心暁蘭之介 第35話「八丁堀は大騒ぎ」（1982年6月24日、フジテレビ）- オカマ